# Festival Te Deum
Festival Te Deum is een compositie van Benjamin Britten, die hij volgens zijn dagboek in 2 dagen op papier zette. Het Festival Te Deum is geschreven in opdracht van en ter uitvoering door het koor van St. Mark’s Church in Swindon. Het werk wordt gekenmerkt door polyritmiek. Het genoemde koor liet zich tijdens de eerste uitvoering op 24 april 1945 versterken door koorleden van naburige koren.
Het Festival Te Deum is geschreven voor:
- sopraan solo
- koor bestaande uit sopranen, alten, tenoren en baritons;
- orgel

Britten componeerde eerder een Te Deum voor een ander kerkkoor.

## Discografie
- Uitgave Chandos: Finzi Singers o.l.v. Paul Spicer uit 1996
- Uitgave Hyperion: 3 verschillende uitvoeringen